# Genius (bordspel)

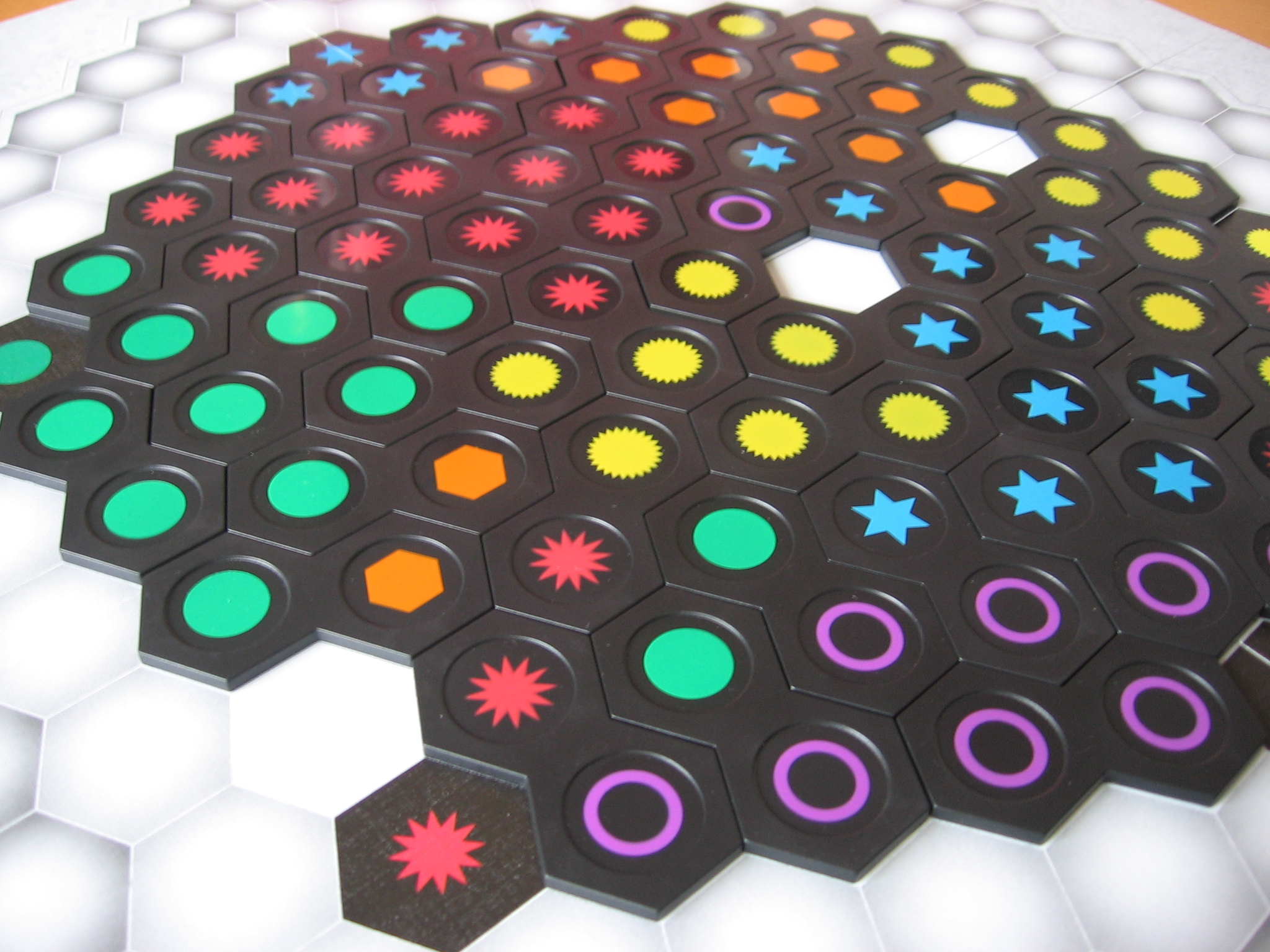
Genius.

Genius is een bordspel, ontwikkeld door Reiner Knizia, waarbij de spelers moeten proberen om zich zo evenwichtig mogelijk te ontwikkelen in de zes kleuren van het spel. De eindscore wordt namelijk bepaald door de kleur waarin men de minste punten heeft. Het spel heet in Duitsland Einfach Genial en wordt in Engelstalige landen verkocht als Ingenious of Mensa Connections. De Nederlandstalige versie is uitgebracht door 999 Games en White Goblin Games.

## Beschrijving
Genius heeft een groot zeshoekig speelbord met daarin zeshoekige vakjes. De tegels die de speler kan plaatsen bestaan uit twee zeshoeken die tegen elkaar aan zijn geplakt en die samen één tegel vormen. Op elk van de zeshoeken van de tegel staat een van de zes kleuren.
Iedere speler begint met zes tegels en mag in zijn beurt een van deze zes tegels plaatsen. Afhankelijk van het aantal spelers mogen de buitenste of de buitenste twee vakjes niet gebruikt worden. Het scoren gaat als volgt: een van de twee symbolen op de gespeelde tegel wordt gekozen. Vanaf dit symbool zou men 5 lijnen kunnen trekken. Langs elke lijn telt men nu het aantal identieke kleuren op andere tegels, totdat men een leeg veld of een veld met een ander symbool tegenkomt. De totale score in een kleur bestaat uit de optelsom van de score uit de 5 rijen. Op dezelfde wijze bepaalt men de score van het andere symbool op de gespeelde tegel. Aan het einde van de beurt vult de speler z'n bordje weer aan tot zes tegels.
Het spel eindigt zodra er geen tegels meer gelegd kunnen worden. De kleur waarin een speler de laagste score haalt bepaalt de eindscore van deze speler. Bij gelijke stand wordt de op een na minste kleur vergeleken, enzovoort. De speler met de hoogste eindscore wint het spel.